# Lijst van afleveringen van Klaas kan alles (seizoen 9)
Dit is een lijst van afleveringen van seizoen 9 van Klaas kan alles, een Nederlands televisieprogramma. In de schema's staan de opdrachten weergegeven, het resultaat en notities. Van de bijna onmogelijke missies is slechts de helft gelukt, maar Klaas slaagde wel voor alle bijzondere beroepen.

## Afleveringen

### Aflevering 1
Uitzenddatum: 30 september 2023
| Item                                                   | Geslaagd? | Notities |
| ------------------------------------------------------ | --------- | --- |
| Bijna onmogelijke missie: met een schommel over de kop | Ja        | Nadat Klaas er niet in slaagde om met een gewone schommel uit de speeltuin een looping te maken, besprak hij zijn vraagstuk bij een natuurkundige. Die kwam met het advies om de kabels te vervangen door metalen stangen. Zodoende kwam Klaas uit bij een beoefenaar van het kiiken. Waar een professioneel beoefenaar vrij eenvoudig over de kop ging, kon Klaas deze looping echter niet nadoen. De oplossing voor de missie vond hij echter bij Emile Luijben. De bekende youtuber had een looping auto bedacht; een auto die over de kop kon ronddraaien aan een metershoge schommelconstructie. Hiermee lukte het Klaas wel om een looping te maken. Hij maakte zelfs meerdere loopings achter elkaar. Hier werd hij zo misselijk van dat hij na afloop moest overgeven. Desondanks was de missie hiermee wel geslaagd. |
| Bijzonder beroep: hoteltester                          | Ja        | Klaas reisde af naar Egmond aan Zee om mee te kijken bij een professioneel hoteltester. In samenspraak met deze professional analyseerde Klaas een hotel grondig op allerlei verschillende faciliteiten. Hij slaagde in zijn taak. |

### Aflevering 2
Uitzenddatum: 7 oktober 2023
| Item                                 | Geslaagd? | Notities |
| ------------------------------------ | --------- | --- |
| Bijna onmogelijke missie: afvalbingo | Nee       | Klaas begon deze missie met een ronde plogging; al joggend afval opruimen. Op deze manier wist hij al verschillende stuks afval van zijn bingokaart af te strepen: een batterij, geld, een winkelwagen, een plastic rietje, kauwgrom, blikjes en een huishoudelijk apparaat. Tussen de opnames door vond Klaas op vakantie ook nog een wieldop om van zijn kaart af te strepen. Daarmee waren er nog twee objecten over: een kledingstuk en een container. Daarvoor reisde Klaas af naar Terschelling, waar in 2019 verschillende containers met inhoud waren aangespoeld na de ramp met de MSC Zoe. Met behulp van een bergingsschip wist hij een stuk container te bergen. Het kledingstuk miste echter nog, waarmee de missie was mislukt. Ook deze bingo wist hij dus niet te winnen, net als de wildlifebingo in het vorige seizoen. |
| Bijzonder beroep: vliegdekofficier   | Ja        | Voor deze missie reist Klaas af naar Den Helder. Hij kreeg de opdracht om een helikopter op het dek van een vliegdekschip te laten landen. Eerst werd er uitgebreid de tijd genomen om te oefenen in het geven van de juiste handsignalen. Deze oefening werd afgesloten met dat Klaas de helikopter met de juiste gebaren op het land moest laten landen. Nadat dit gelukt was moest dit twee keer herhaald werden aan boord van het vliegdekschip. Klaas slaagde in zijn taak. |

### Aflevering 3
Uitzenddatum: 14 oktober 2023
| Item                                      | Geslaagd? | Notities |
| ----------------------------------------- | --------- | --- |
| Bijna onmogelijke missie: XXL-game winnen | Nee       | Klaas deed drie pogingen om een uitvergroot spel te winnen. De eerste poging was dat hij Machteld van Foreest uitdaagde voor een spel schaak. Dit werd op een uitvergroot schaakbord gedaan. Klaas verloor de pot echter kansloos. De tweede poging deed hij in het depot van Games-XL, waar uitvergrote computergames in reallife waren nagebouwd. Er was een selectie van drie spellen gedaan (Pong, Space Invaders en Candy Crush) waarvan hij er twee moest winnen. Hij won er echter slechts één. De laatste poging werd bij BattleKart in Herentals (B) uitgevoerd. Dit kartspel met augmented reality moest Klaas winnen in een wedstrijd met vier tegenstanders. Ook dit lukte hem niet – hij werd slechts derde waardoor deze missie als mislukt bestempeld moest worden. |
| Bijzonder beroep: muziektherapeut         | Ja        | Na een spoedcursus muziektherapie kreeg Klaas de opdracht om een aantal cliënten met Parkinson een behandelingssessie te geven. Dit ging echter niet van een leien dakje. Klaas kreeg te horen dat hij wel als muziektherapeut aan de slag zou kunnen, mits hij de opleiding zou doen. |

### Aflevering 4
Uitzenddatum: 21 oktober 2023
| Item                                            | Geslaagd? | Notities |
| ----------------------------------------------- | --------- | --- |
| Bijna onmogelijke missie: vliegen als een vogel | Ja        | In een eerste poging om te vliegen als een vogel in de lucht zocht Klaas contact met Jesse van Kuijk, die wereldnieuws werd door met zijn zelfontworpen fietsvliegtuig daadwerkelijk van de grond te komen. Het toestel bleek in de tussentijd echter gedemonteerd te zijn waarmee deze optie van tafel was. Onmiddellijk daarna probeerde Klaas een speciale vliegsimulator uit waarmee hij, dankzij een VR-bril, het idee had als een vogel te vliegen. Omdat met deze simulator uiteraard niet echt gevlogen werd, was ook dit niet de oplossing voor Klaas' missie. Deze vond hij echter wel in Frankrijk, bij Christian Moullec, bekend als de birdman. Eerst bouwde Klaas een band met Moullecs ganzen op door met hen te gaan zwemmen. Daarna ging hij met Moullec mee op een vlucht per microlight en vloog hij daadwerkelijk in formatie tussen de ganzen. |
| Bijzonder beroep: buikspreker                   | Ja        | Voor het bijzondere beroep van deze aflevering ging Klaas aan de slag als buikspreker. Na een uitgebreide repetitie deed hij een act met een sprekende pop. Hij slaagde in zijn taak. |

### Aflevering 5
Uitzenddatum: 28 oktober 2023
| Item                                             | Geslaagd? | Notities |
| ------------------------------------------------ | --------- | --- |
| Bijna onmogelijke missie: wereldrecord verbreken | Nee       | Nadat Klaas er bij de introductie van de missie niet in slaagde om het snelst een rauwe ui naar binnen te werken, poogde hij een wereldrecord te verbreken in het zo snel mogelijk honden wassen. Dit lukte hem niet. Hij kreeg echter de tip mee om iets te proberen wat meer in zijn straatje ligt. Geïnspireerd door alle bijzondere apparaten die Klaas in de verschillende seizoenen Klaas Kan Alles heeft bestuurd, besloot hij het te gooien op een wereldrecord met een bijzonder apparaat. Daarvoor reisde hij af naar Engeland om Kevin Nicks te ontmoeten, die verschillende bijzondere voertuigen had gebouwd. Klaas mocht verschillende van deze voertuigen uitproberen, maar koos een wereldrecordpoging voor de snelst rijdende schuur. Hij moest daarmee een snelheid van 185 km/h halen, maar dit lukte hem niet. Hij kon niet goed schakelen met de versnellingsbak waardoor hij niet genoeg snelheid kon maken. De missie mislukte daarmee, echter werd er aan de kijkers een oproep gedaan ideeën te sturen voor mogelijke records waarmee Klaas een nieuwe poging kon doen voor deze missie. In seizoen 10 zou deze missie opnieuw worden uitgevoerd, ditmaal wel met succes. |
| Bijzonder beroep: vliegtuigontmantelaar          | Ja        | Als het bijzondere beroep voor deze week ging Klaas aan de slag als vliegtuigontmantelaar. Hij moest verschillende onderdelen loshalen bij oude passagiersvliegtuigen, waaronder als climax een flap wing. Hij slaagde in zijn opdracht. |

### Aflevering 6
Uitzenddatum: 4 november 2023
| Item                                                       | Geslaagd? | Notities |
| ---------------------------------------------------------- | --------- | --- |
| Bijna onmogelijke missie: onderdompelen in Japanse cultuur | Ja        | Deze missie bestond uit drie deelopdrachten met elk een subthema: verleden, heden en de toekomst van Japan. Klaas begon met een opdracht die te maken had met het verleden van Japan, welke draaide om het leiden van een Japanse theeceremonie. In de tweede opdracht, die aan het heden was gekoppeld, dook Klaas het nachtleven van Tokio in met onder andere een bezoek aan een gamehal, een sushibar en een karaokebar. Als laatste kreeg Klaas als toekomst-opdracht een exoskelet te besturen. Aan het einde van de aflevering zou blijken dat Klaas was geslaagd voor alle drie de opdrachten, waarmee de overall missie volledig was geslaagd. |
| Bijzonder beroep: grasmaaiercoureur                        | Ja        | Klaas reisde naar Engeland om deel te nemen aan een gazonmaaierrace. Van de tien coureurs die deelnamen, wist hij uiteindelijk, ondanks dat hij de mogelijkheid tot het nemen van een jokerronde niet wist te benutten, nog als negende te eindigen. |

### Aflevering 7
Uitzenddatum: 11 november 2023
| Item                                        | Geslaagd? | Notities |
| ------------------------------------------- | --------- | --- |
| Bijna onmogelijke missie: monowiel besturen | Ja        | De missie speelde zich volledig af in Engeland. Klaas warmde zijn missie op in Oxford waar Klaas een penny farthing te besturen kreeg. Met de nodige pogingen lukte het hem om te blijven zitten en hij kreeg goede kansen toegedicht om zijn missie te behalen. Daarvoor reisde Klaas door naar het racecircuit van Lincolnshire om een monowiel te besturen. Na uitgebreid geoefend te hebben, moest Klaas binnen 3 minuten een complete ronde over het circuit rijden. Hij passeerde de finish in een tijdsbestek van 2'42" minuten en slaagde daarmee voor zijn missie. |
| Bijzonder beroep: carnavalswagenbouwer      | Ja        | Klaas keek mee bij een carnavalsvereniging en bouwde mee aan een grote wagen voor een optocht. Vervolgens liep hij ook zelf mee in de stoet. Hij slaagde voor zijn opdracht. |

### Aflevering 8
Uitzenddatum: 18 november 2023
| Item                                              | Geslaagd? | Notities |
| ------------------------------------------------- | --------- | --- |
| Bijna onmogelijke missie: AI-tennisrobot verslaan | Nee       | Klaas bezocht een grote bibliotheek om meer informatie in te winnen over AI. Vervolgens reisde hij af naar Sportcentrum Papendal voor een clinic tafeltennis van Nederlands kampioen tafeltennis Barry Berben. Om de missie af te maken reisde Klaas af naar Kyoto waar Klaas het tegen een tafeltennisrobot op moest nemen. Omdat de robot was ingesteld op dubbelspel werd hij daarbij ondersteund door de Japanse tafeltennisspeler Yasayuki Okano. Desondanks werd de robot niet verslagen. |
| Bijzonder beroep: cosplayer                       | Ja        | Voor het bijzondere beroep reisde Klaas af naar Tokio om, verkleed als anime-personage Tomioka Giyuu, deel te nemen aan een cosplayevenement. Hij slaagde. |

### Aflevering 9
Uitzenddatum: 25 november 2023
| Item                                                    | Geslaagd? | Notities |
| ------------------------------------------------------- | --------- | --- |
| Bijna onmogelijke missie: boodschap de ruimte in sturen | Nee       | Concreet bestond de boodschap die Klaas de ruimte in moest sturen uit het logo van Klaas Kan Alles. In een onderzoek hoe deze de ruimte in te krijgen, keek hij eerst mee bij de ontwikkeling van een zonnepaneel voor een satelliet. Hier kon hij echter niet het logo op meesturen. Vervolgens ging Klaas naar Dwingeloo, waar hij met de radiotelescoop een spraakboodschap naar de maan uit kon zenden. Dit gold echter niet voor de missie, aangezien deze met een beeldboodschap, in de vorm van het Klaas Kan Alles-logo, moest worden uitgevoerd. De laatste poging deed Klaas door met lakens de tekst Klaas Kan Alles groot op een veld uit te schrijven waarna dit door een passerende satelliet moest worden vastgelegd. Op een speciale app kon hij zien wanneer de satelliet ging passeren. Wat hij hierbij echter niet kon beïnvloeden was het weer. Tot ieders grote teleurstelling trokken er wolken over op het moment dat de satelliet de foto nam. Daardoor werd de tekst niet vastgelegd en mislukte de missie. |
| Bijzonder beroep: taikodrummer                          | Ja        | Voor het bijzondere beroep reisde Klaas af naar Tokio om als taikodrummer mee te spelen in de Japanse drumband Gocoo. Hij slaagde. |

### Aflevering 10
Uitzenddatum: 2 december 2023
| Item                                                          | Geslaagd? | Notities |
| ------------------------------------------------------------- | --------- | --- |
| Bijna onmogelijke missie: sneller over het ijs dan Kjeld Nuis | Ja        | Deze missie was gebaseerd op het wereldrecord van Kjeld Nuis, die in Noorwegen al schaatsende een snelheid van 103 km/h wist te behalen. Na een bezoek aan een bewegingswetenschapper bleek Klaas zelf fysiek niet in staat te zijn om deze prestatie te evenaren. Eenmaal zelf naar Noorwegen afgereisd, gooide hij het dan ook over een andere boeg. Hij ging ijsdriften onder begeleiding van een driftinstructeur en drievoudig wereldkampioen driften Fredric Aasbø. Na de nodige oefening slaagde Klaas erin om rijdend op het ijs een snelheid van eerst 105 en daarna 115 km/h te halen, waarmee de missie was geslaagd. |
| Bijzonder beroep: ski-patrouilleur                            | Ja        | In het Noorse skigebied Beitostølen keek Klaas een dag mee als ski-patrouilleur. In het kader daarvan deed hij in het bijzonder verschillende reddingsoefeningen. Hij slaagde. |

## Specials

### Winterspecial 1
Uitzenddatum: 6 december 2023
| Item                     | Geslaagd? | Notities |
| ------------------------ | --------- | --- |
| Bijzonder beroep: Viking | Ja        | Klaas ging in Noorwegen voor één dag aan de slag als gids en re-enactor bij het Lofotr Vikingmuseum. Na uitgebreid te zijn voorbereid kreeg hij de opdracht om een groep Italiaanse toeristen rond te leiden. Hij slaagde. |

### Winterspecial 2
Uitzenddatum: 7 december 2023
| Item                                                  | Geslaagd? | Notities |
| ----------------------------------------------------- | --------- | --- |
| Bijna onmogelijke missie: bevroren waterval beklimmen | Ja        | Deze missie was gebaseerd op Operatie Gunnerside, waarbij de Vemork zwaar-waterfabriek werd vernietigd. Klaas reisde af naar de plek waar indertijd de Noorse commando's hun operatie uitvoerden waar hij dezelfde bevroren waterval beklom om de waterkrachtcentrale te bereiken. Het lukte hem. |

### Winterspecial 4
Uitzenddatum: 11 december 2023
| Item                                                           | Geslaagd? | Notities |
| -------------------------------------------------------------- | --------- | --- |
| Bijna onmogelijke missie: halve marathon over een ijskap lopen | Ja        | Klaas reisde naar het Groenlandse Kangerlussuaq om deel te nemen aan de halve marathon van de Arctic Circle Trail. Om te slagen voor zijn missie moest hij binnen 4 uur de finish passeren. Dit lukte hem. |

### Winterspecial 5
Uitzenddatum: 12 december 2023
| Item                                                                         | Geslaagd? | Notities |
| ---------------------------------------------------------------------------- | --------- | --- |
| Bijna onmogelijke missie: de nacht doorkomen in een zelf gegraven sneeuwgrot | Ja        | Met een speciale elektrische fiets reisde Klaas naar het besneeuwde Jotunheimen, in de wildernis van Noorwegen. Onder begeleiding van een plaatselijke wildernisexpert groef Klaas een sneeuwgrot bovenop een heuvel waarin hij de nacht zou doorbrengen. Hij kwam de nacht door. |

### Winterspecial 6
Uitzenddatum: 13 december 2023
| Item                                                           | Geslaagd? | Notities |
| -------------------------------------------------------------- | --------- | --- |
| Bijna onmogelijke missie: onderdompelen in Groenlandse cultuur | Ja        | In de Groenlandse hoofdstad Nuuk kreeg Klaas de opdracht om een filmpje te maken over drie onderwerpen uit de Groenlandse cultuur. De onderwerpen die behandeld werden, waren de legende van de Moeder van de Zee, het sjamanisme van de Inuit en een plaatselijk gerecht: zeehondenvlees. De vlog die hieruit voortvloeide, liet Klaas zien aan het gezin van de plaatselijke influencer Qupanuk Olsen (Q). |

### Winterspecial 7
Uitzenddatum: 14 december 2023
| Item                                                              | Geslaagd? | Notities |
| ----------------------------------------------------------------- | --------- | --- |
| Bijna onmogelijke missie: sneller zittend de berg af dan zitskiër | Ja        | In het Noorse Beitostølen kreeg Klaas de opdracht om zittend een sneeuwhelling af te glijden, maar sneller dan zitskiër Kjell Vidar Røyne. Met een zitski ging hij niet snel genoeg, dus hij besloot het over een andere boeg te gooien. Hij ging sneeuwraften; met een opblaasbaar vaartuig een sneeuwhelling af. Alleen in de boot ging Klaas niet snel genoeg. Met zijn opnamecrew erbij en een extra zet met een sneeuwscooter wist hij de snelheid van de zitskiër echter nipt te toppen. |

### Winterspecial 8
Uitzenddatum: 15 december 2023
| Item                                                      | Geslaagd? | Notities |
| --------------------------------------------------------- | --------- | --- |
| Bijna onmogelijke missie: foto's maken voor lokaal museum | Ja        | Tijdens een fjordcruise in de omgeving van Nuuk moest Klaas een serie foto's maken die in het lokale museum tentoongesteld zouden worden. Het lukte hem. |

### Winterspecial 9
Uitzenddatum: 18 december 2023
| Item                          | Geslaagd? | Notities |
| ----------------------------- | --------- | --- |
| Bijzonder beroep: zeewierboer | Ja        | Klaas reisde af naar de Noorse Lofoten om aan de slag te gaan als zeewierboer. Eerst oogstte hij zeewier in de branding om hier vervolgens een maaltijd van klaar te maken. Het resultaat werd geproefd en gejureerd door de plaatselijke restaurantmanager. Klaas slaagde in zijn taak. |

### Winterspecial 10
Uitzenddatum: 19 december 2023
| Item                         | Geslaagd? | Notities |
| ---------------------------- | --------- | --- |
| Bijzonder beroep: glacioloog | Ja        | Klaas was afgereisd naar het Groenlandse Kangerlussuaq om één dag aan de slag te gaan als glacioloog. Hij werd vanuit Nederland begeleid door een professional en kreeg de opdracht om een aantal foto's te maken en te zoeken naar een nieuwe locatie voor een meetunit. Een deel van de foto's kon echter niet genomen worden doordat er te veel wind stond om de drone op te laten. Ondanks de problemen die Klaas door de weersomstandigheden ervoer slaagde hij. |

### Kerstspecial 1
Uitzenddatum: 21 december 2023
| Item                                                                                      | Geslaagd? | Notities |
| ----------------------------------------------------------------------------------------- | --------- | --- |
| Bijna onmogelijke missie: binnen één dag een kerstnummer met bijbehorende videoclip maken | Ja        | Voor deze missie maakte Klaas gebruik van AI. Eerst werd er, vergelijkbaar met een eerdere missie, een songtekst en een melodie gegenereerd die ingezongen kon worden. Vervolgens werden er ook locaties gegeven om de verschillende opnames voor de clip te maken. De missie slaagde. |

### Kerstspecial 2
Uitzenddatum: 22 december 2023
| Item                      | Geslaagd? | Notities |
| ------------------------- | --------- | --- |
| Bijzonder beroep: etaleur | Ja        | Klaas kreeg de opdracht om de etalage en het interieur van een groot warenhuis de transformeren van sinterklaas- naar kerstsferen. Hij slaagde. |

### Kerstspecial 3
Uitzenddatum: 26 december 2023
| Item                                                                   | Geslaagd? | Notities |
| ---------------------------------------------------------------------- | --------- | --- |
| Bijna onmogelijke missie: luxe vijfgangendiner maken uit restproducten | Ja        | Klaas kreeg de opdracht om uit restproducten een luxe vijfgangenkerstdiner te maken voor 12 personen. Daarvoor maakte hij onder meer gebruik van een 3D-voedselprinter. Hij slaagde voor zijn taak. |

## Statistieken
| Type opdracht            | Aantal geslaagd | Slagingspercentage |
| ------------------------ | --------------- | ------------------ |
| Bijna onmogelijke missie | 13/18           | 72,2%              |
| Bijzonder beroep         | 14/14           | 100%               |
| Totaal                   | 27/32           | 84,4%              |